# Mohammed Bijeh
Mohammed Bijeh (persisch محمد بیجه Mohammad Bidsche), bekannt als „Wüstenvampir von Teheran“ (Geburtsdatum unbekannt; gestorben am 16. März 2005), war ein iranischer Serienmörder. Bijeh ermordete 18 Menschen, deren Tötung er vor Gericht gestand: 16 Jungen im Alter von 8 bis 15 Jahren sowie zwei Erwachsene.

## Vorgeschichte
Als er elf Jahre alt war, zog Bijehs Familie in die Hauptstadt der Provinz Chorasan, in der Nähe der Grenze zu Afghanistan und Turkmenistan. Bijeh war das älteste von sieben Kindern und beendete seine Schullaufbahn bald, um in einer nahen Ziegelei zu arbeiten. Er gab an, oft von seiner Mutter geschlagen worden zu sein, was ihn schließlich beim Anblick von Blut „euphorisch“ werden ließ.
Ali Baghi war heroinabhängig und gab an, anfangs gezögert und Bijeh erst geholfen zu haben, nachdem dieser ihn bedroht habe.

## Mordserie
Bijeh gestand vor Gericht, zwischen März und September 2004 16 Kinder vergewaltigt und ermordet zu haben. Er und Ali Baghi (auch bekannt als Ali Gholampour), der ebenfalls in der Ziegelei in Chorasan arbeitete, brachten Kinder dazu, mit ihnen in die Wüste südlich von Teheran zu gehen, indem sie ihnen anboten, mit ihnen Hasen und Füchse zu jagen. Sie betäubten ihre Opfer durch Schläge mit Steinen oder vergifteten sie, um sie dann sexuell zu missbrauchen und anschließend zu ermorden. Danach begruben sie die Leichen in flachen Gräbern in der Wüste. Oft platzierten sie tote Tiere in der Nähe der Leichen, um den Verwesungsgeruch zu kaschieren.
Mehrere der Opfer stammten aus verarmten afghanischen Flüchtlingsfamilien, die das Verschwinden ihrer Kinder nicht meldeten, offenbar aus Angst, sie würden aus dem Iran ausgewiesen werden.

## Ermittlungen, Verhaftung, Prozess und Hinrichtung
Die Bewohner von Chorasan gaben an, die Polizei habe den Fall nicht energisch genug untersucht und grobe Inkompetenz demonstriert. Bijeh war zeitweise mehrere Monate in Gewahrsam, wurde aber wieder freigelassen und bekam dadurch die Möglichkeit, noch sieben weitere Morde zu begehen. Schließlich wurde er erneut verhaftet und der Morde angeklagt.
Die zweitägige Gerichtsverhandlung fand hinter verschlossenen Türen statt, eine Maßnahme, die den Familien der Opfer weitere Schmerzen ersparen sollte. Die im Gerichtssaal anwesenden Angehörigen veranstalteten trotzdem einen Tumult.
Ali Baghi wurde zu einer 15-jährigen Haftstrafe verurteilt. Bijeh wurde für jeden einzelnen von ihm gestandenen Mord zum Tode verurteilt sowie zu 100 Peitschenhieben für die Vergewaltigungen. Vier Familien der Opfer akzeptierten Blutgeld für die Verbrechen und in diesen Fällen entging er der Todesstrafe, was ihn jedoch nicht vor der Hinrichtung bewahrte.
Bijeh wurde in Pakdascht vor den Augen von 5.000 Menschen zunächst ausgepeitscht. Die Mutter eines der Opfer legte ihm eine Schlinge um den Hals, dann wurde der 24-jährige Bijeh von einem Baukran in die Luft gehoben und unter dem Jubel der Menge erdrosselt.